# 1455
1455 (MCDLV) je bilo navadno leto, ki se je po julijanskem koledarju začelo na sredo.

## Dogodki
- 1. januar

## Rojstva
- 29. januar - Johann Reuchlin, nemški humanist, filolog, hebrejist in filozof († 1522)

## Smrti
- 18. februar - Fra Angelico, italijanski renesančni slikar (* 1395)

Neznan datum
- Ciriaco de' Pizzicolli,  italijanski humanist in antikvar (* 1391)
- Sajid Ahmed I., kan Velike horde (* ni znano)